# Аспирация (методика)

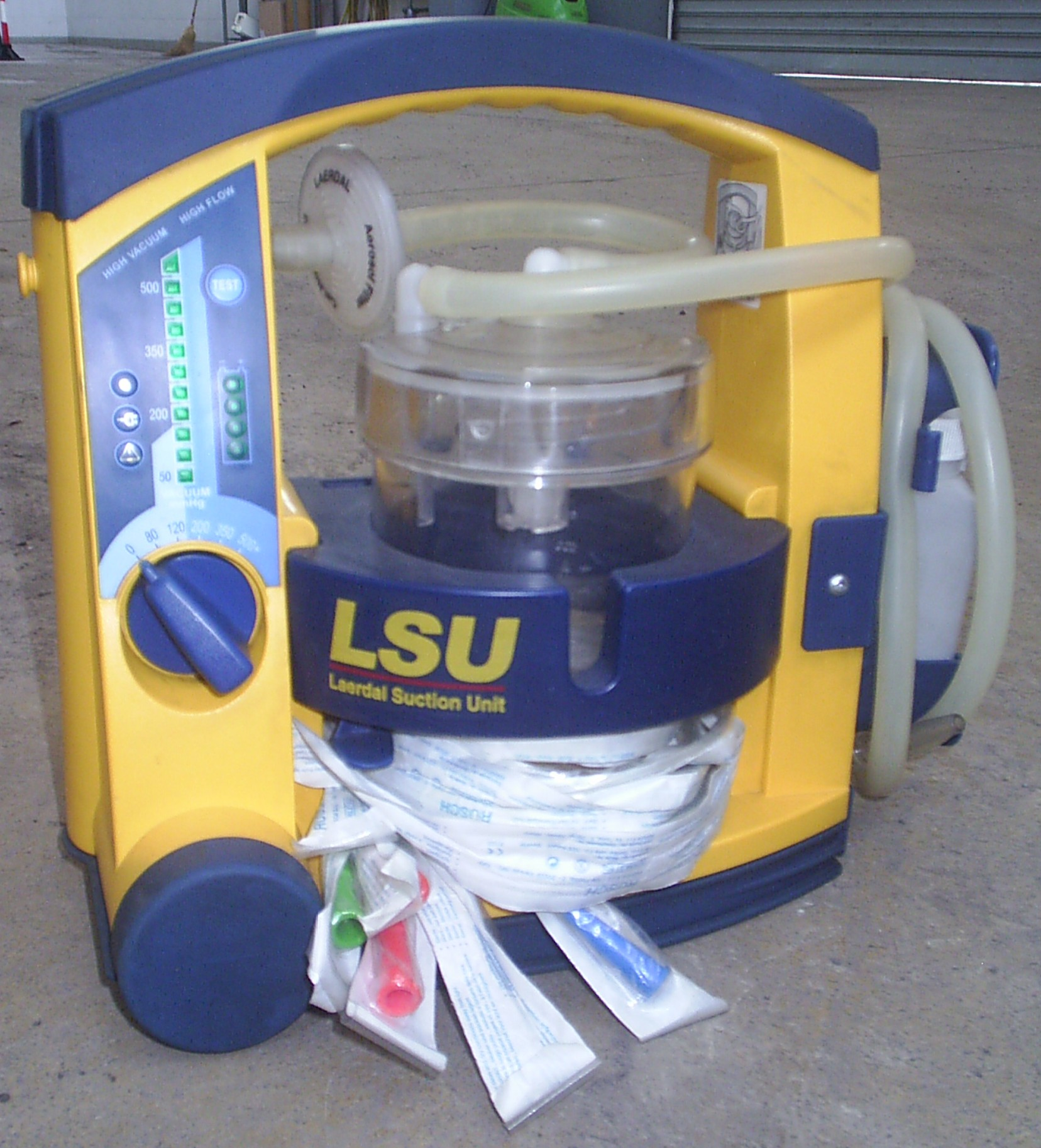
Портативный аспиратор скорой помощи.

Аспирация (лат. aspiratio) — термин для процедур, в которых используется вакуум для забора биологического материала или жидкости при помощи аспиратора. Аспирация используется, чтобы очистить респираторный тракт от крови, слюны, рвоты и других секреций, чтобы пациент мог свободно дышать. Аспирация может предотвратить лёгочную аспирацию, которая может привести к лёгочным инфекциям. 
В лёгочной гигиене аспирация используется для удаления жидкости из дыхательных путей, чтобы облегчить дыхание и предотвратить рост микроорганизмов.
В хирургии аспирация используется для очищения оперируемого участка от крови. Аспирация также может быть использована для удаления скопившейся в черепе крови после внутричерепного кровоизлияния.
Всасывающие устройства могут быть механическими ручными насосами, аккумуляторными или электрическими механизмами. Во многих больницах и других медицинских учреждениях аспирация обычно осуществляется регуляторами давления, соединёнными с центральной системой подачи медицинского вакуума по трубопроводу. К аспиратору можно прикрепить пластиковый жёсткий наконечник Yankauer или пластиковый нежёсткий катетер со свистящей насадкой.